# Pogorzałki Małe
Pogorzałki Małe – osada w Polsce położona w województwie wielkopolskim, w powiecie krotoszyńskim, w gminie Koźmin Wielkopolski. Miejscowość wchodzi w skład sołectwa Walerianów. 
W latach 1975–1998 miejscowość administracyjnie należała do województwa kaliskiego.